# Namaland
| Namaland                               | Namaland                                                  |
| -------------------------------------- | --------------------------------------------------------- |
| Flagge                                 |                                                           |
|                                        |                                                           |
| Hauptstadt                             | keine                                                     |
| Größe                                  | 21.677 km²                                                |
| Einwohner                              | 34.806 (1960)                                             |
| Staatsform                             | Homeland                                                  |
| Vorsitzender des Exekutivrates         | - 1980–1985: Cornelius Cloete - 1985–1989: Daniel Luipert |
| Gründung                               | 1980                                                      |
| Auflösung                              | Mai 1989 (vor der Unabhängigkeit Namibias)                |
| Währung                                | Südafrikanischer Rand                                     |
| Autokennzeichen                        | SWA                                                       |
| Lage des ehemaligen Homelands Namaland |                                                           |

Namaland ist der Name eines ehemaligen Hauptsiedlungsgebietes der Nama und später Homeland im heutigen Namibia. Nach der Unabhängigkeit Namibias im Jahre 1990 wurde der Name offiziell abgeschafft; das Namaland liegt heute in den Verwaltungsregionen ǁKharasKlicklaut, Hardap, Khomas, Erongo und Omaheke.

## Siedlungsgebiet
Namaland war die von der deutschen Kolonialverwaltung eingeführte Bezeichnung für das Gebiet der Nama im äußersten Süden der Kolonie Deutsch-Südwestafrika. Das Siedlungsgebiet reichte jedoch südlich über den Oranje hinweg bis in die nördliche Kapprovinz hinein und heißt dort auch heute noch Namaqualand. 
Zur Kolonialzeit wurde zwischen Groß-Namaland, nördlich des Oranje-Flusses, und Klein-Namaland, südlich des Oranje, unterschieden. Ersteres zählte 1884–1919 zum deutschen, letzteres zum britischen Kolonialgebiet. Groß-Namaland reichte vom 23. Grad südlicher Breite bis zum genannten Grenzfluss und von der Atlantikküste bis zum angrenzenden Britisch-Betschuanaland. Klein-Namaland bildete hingegen den Nordwesten der britischen Kapkolonie.

## Homeland
Die Bezeichnung wurde 1980 von der südafrikanischen Verwaltung übernommen und im Zusammenhang mit dem Odendaal-Plan als Name des den Nama zugewiesenen Homelands benutzt. Hierfür wurden die bestehenden Reservate Berseba, Tses, Krantzplatz unweit von Gibeon und Soromas unweit von Bethanien mit 164 weißen Farmen als Homeland deklariert.
Vom 1. Juli 1980 bis 31. März 1985 war Cornelius Cloete Vorsitzender des Exekutivrates des Namalandes. Ihm folgte bis Mai 1989 Daniel Luipert. Anders als in anderen Homelands gab es keine offizielle Hauptstadt, auch wenn häufig Gibeon als solche genannt wird.
Das Gebiet war 21.677 Quadratkilometer groß und hatte im Jahr 1960 34.806 Einwohner.

## Historische Galerie

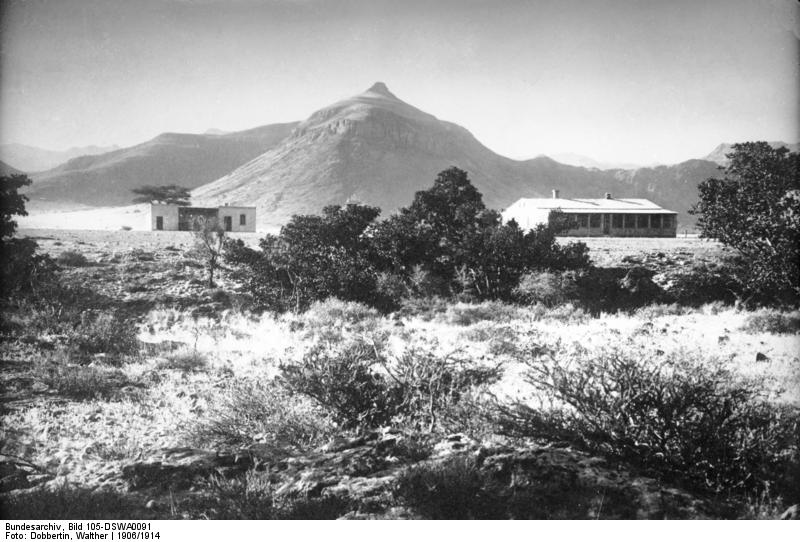
Landschaft von Groß-Namaland
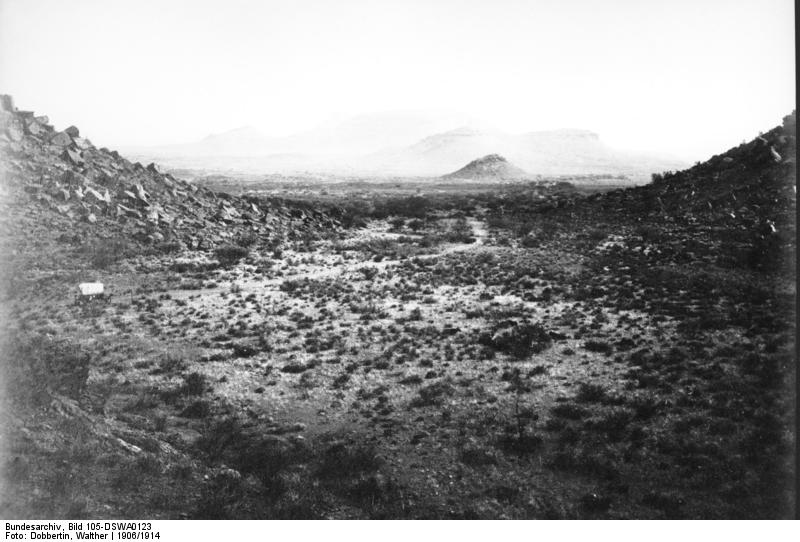
Landschaft von Groß-Namaland
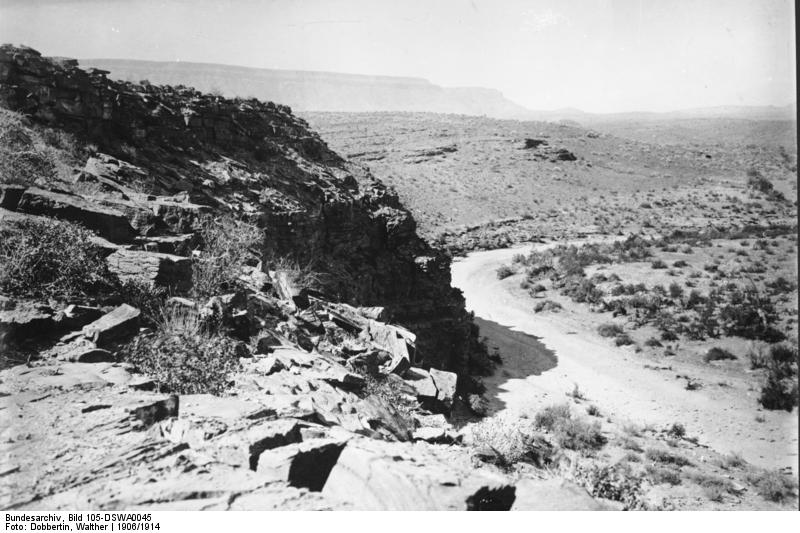
Landschaft von Groß-Namaland
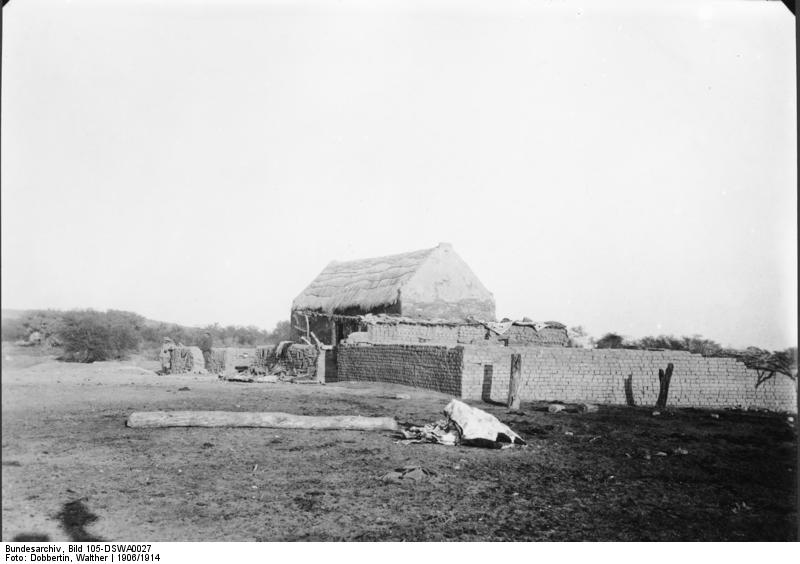
Farm in Groß-Namaland